# Saab 21R
Сааб 21Р (швед. Saab 21R) — Первый шведский реактивный истребитель и штурмовик. Разработан компанией СААБ на основе предыдущей модели Saab 21 путём замены поршневого двигателя на реактивный.

## Модификации
J 21RA / A 21RA
- первая серийная партия с британскими двигателями. В 1950 году построено 34 самолёта (включая 4 прототипа), списаны в 1953 году[1].

J 21RB / A 21RB
- вторая серийная партия со шведскими двигателями, между 1950 и 1952 годами построено 30; списаны в 1956 году.

## Состоял на вооружении
Швеция
- ВВС Швеции: авиаполки F7, F10, F17

## Тактико-технические характеристики (Saab 21RA)
Источник данных: Beskrivning över fpl typ 21R, häfte 1 (description of airplane type 21R, booklet 1), Beskrivning över fpl typ 21R, häfte 6 kap L. Beväpning (description of airplane type 21R, booklet 6, chapter L. armament), SAAB J21/J21R

Технические характеристики
- Экипаж: 1
- Длина: 10,55 м (с пушкой)
- Размах крыла: 11,37 м
- Высота: 2,9 м
- Площадь крыла: 22,1 м²
- Профиль крыла: ламинарный профиль Saab[5]
- Масса пустого: 3 090 кг
- Масса снаряжённого: 4 340
- Максимальная взлётная масса: 5 615 кг
- Масса топлива во внутренних баках: 1 690 л. всего; 590 л. в фюзеляжном баке, 300 л. в крыльевых и 800 л. в подвесных баках на законцовках крыльев
- Силовая установка: 1 × турбореактивный de Havilland Goblin II (Svenska Flygmotor RM1)
- Тяга: 1 × 13,24 кН J 21RA / A 21RA

Лётные характеристики
- Максимальная скорость: 800 км/ч
- Крейсерская скорость: 610 км/ч
- Скорость сваливания: 155 км/ч
- Практическая дальность: 450 км (основные баки)
- Перегоночная дальность: 900 км (с подвесными баками)
- Практический потолок: 12 000 м
- Скороподъёмность: 17 м/с
- Длина разбега: 650 м

Вооружение
- Стрелково-пушечное: 1 × 20-мм akan m/45 в носу (140 снарядов) и 4 x 12,7-мм akan m/39A: 2 в носу (по 350 патронов) и 2 в крыльях (по 325 патронов)
- Точки подвески: *фюзеляж максимум 700 кг

Схема Saab J-21R

- Vapenkapsel paddan ("жаба") подвесной контейнер с 8 x 8-мм пулемёта ksp m/22 (по 800 патронов)
- или 10 x 80-мм бронебойные ракеты pansarraket RP-3 m/46
- или 145-мм кумулятивные ракеты pansarsprängraket m/49A & B
- или 10 x 150-мм фугасные ракеты sprängraket RP-3 m/46
- или 150-мм фугасные ракеты sprängraket Bofors  m/51A & B
- или 5 x 180-мм "полубронебойные" ракеты halvpansarraket m/49A & B

- законцовки крыльев

- 2 x vingspetstank (законцовочные подвесные баки), могли использоваться как зажигательные бомбы, испытывались с напалмом.